# Фикс, Оливер
Оливер Фикс (нем. Oliver Fix; род. 21 июня 1973, Аугсбург) — немецкий спортсмен, слалом-каноист. Принимал участие в соревнованиях по гребле на байдарках и каноэ в 1990-х годах.

## Спортивные достижения
В 1996 году на летних Олимпийских играх в Атланте Оливер Фикс завоевал золотую медаль в дисциплине К-1.
Фикс также завоевывал медали на чемпионате мира по гребному слалому, организованном Международной федерацией каноэ в 1995 году в Ноттингеме, включая две золотые медали (дисциплина К-1 и К-1 в командном первенстве).
Его жена, Гильда Монтенегро, выступала на соревнованиях за Коста-Рику на двух летних Олимпийских играх в женском слаломе в дисциплине К-1. Её лучшим результатом было 26-е место на Играх в Барселоне в 1992 году.